# Sphegina clavata
Sphegina clavata är en tvåvingeart som först beskrevs av Giovanni Antonio Scopoli 1763.  Sphegina clavata ingår i släktet midjeblomflugor, och familjen blomflugor.
Artens utbredningsområde är Slovenien. Inga underarter finns listade i Catalogue of Life.